# Actrices récompensées aux César du cinéma
Cet article propose la liste d'actrices récompensées aux César du cinéma d'un prix d'interprétation.
Elle comprend les actrices ayant remporté au moins une fois, l'une des trois catégories suivantes :
- César de la meilleure révélation féminine ;
- César de la meilleure actrice dans un second rôle ;
- César de la meilleure actrice.

## Détails
| Année | Cérémonie     | Révélation féminine    | Révélation féminine                        | Second rôle féminin     | Second rôle féminin                         | Premier rôle féminin  | Premier rôle féminin                |
| ----- | ------------- | ---------------------- | ------------------------------------------ | ----------------------- | ------------------------------------------- | --------------------- | ----------------------------------- |
| 1976  | 1re cérémonie | N'existe pas           | N'existe pas                               | Marie-France Pisier (1) | Cousin, Cousine et Souvenirs d'en France    | Romy Schneider (1)    | L'important c'est d'aimer           |
| 1977  | 2e cérémonie  | N'existe pas           | N'existe pas                               | Marie-France Pisier (2) | Barocco                                     | Annie Girardot        | Docteur Françoise Gailland          |
| 1978  | 3e cérémonie  | N'existe pas           | N'existe pas                               | Marie Dubois            | La Menace                                   | Simone Signoret       | La Vie devant soi                   |
| 1979  | 4e cérémonie  | N'existe pas           | N'existe pas                               | Stéphane Audran         | Violette Nozière                            | Romy Schneider (2)    | Une histoire simple                 |
| 1980  | 5e cérémonie  | N'existe pas           | N'existe pas                               | Nicole Garcia           | Le Cavaleur                                 | Miou-Miou             | La Dérobade                         |
| 1981  | 6e cérémonie  | N'existe pas           | N'existe pas                               | Nathalie Baye (1)       | Sauve qui peut (la vie)                     | Catherine Deneuve (1) | Le Dernier Métro                    |
| 1982  | 7e cérémonie  | N'existe pas           | N'existe pas                               | Nathalie Baye (2)       | Une étrange affaire                         | Isabelle Adjani (1)   | Possession                          |
| 1983  | 8e cérémonie  | Sophie Marceau         | La Boum 2                                  | Fanny Cottençon         | L'Étoile du Nord                            | Nathalie Baye (1)     | La Balance                          |
| 1984  | 9e cérémonie  | Sandrine Bonnaire      | À nos amours                               | Suzanne Flon (1)        | L'Été meurtrier                             | Isabelle Adjani (2)   | L'Été meurtrier                     |
| 1985  | 10e cérémonie | Laure Marsac           | La Pirate                                  | Caroline Cellier        | L'Année des méduses                         | Sabine Azéma (1)      | Un dimanche à la campagne           |
| 1986  | 11e cérémonie | Charlotte Gainsbourg   | L'Effrontée                                | Bernadette Lafont       | L'Effrontée                                 | Sandrine Bonnaire     | Sans toit ni loi                    |
| 1987  | 12e cérémonie | Catherine Mouchet      | Thérèse                                    | Emmanuelle Béart        | Manon des sources                           | Sabine Azéma (2)      | Mélo                                |
| 1988  | 13e cérémonie | Mathilda May           | Le Cri du hibou                            | Dominique Lavanant      | Agent trouble                               | Anémone               | Le Grand Chemin                     |
| 1989  | 14e cérémonie | Catherine Jacob        | La vie est un long fleuve tranquille       | Hélène Vincent          | La vie est un long fleuve tranquille        | Isabelle Adjani (3)   | Camille Claudel                     |
| 1990  | 15e cérémonie | Vanessa Paradis        | Noce blanche                               | Suzanne Flon (2)        | La Vouivre                                  | Carole Bouquet        | Trop belle pour toi                 |
| 1991  | 16e cérémonie | Judith Henry           | La Discrète                                | Dominique Blanc (1)     | Milou en mai                                | Anne Parillaud        | Nikita                              |
| 1992  | 17e cérémonie | Géraldine Pailhas      | La Neige et le Feu                         | Anne Brochet            | Tous les matins du monde                    | Jeanne Moreau         | La Vieille qui marchait dans la mer |
| 1993  | 18e cérémonie | Romane Bohringer       | Les Nuits fauves                           | Dominique Blanc (2)     | Indochine                                   | Catherine Deneuve (2) | Indochine                           |
| 1994  | 19e cérémonie | Valeria Bruni Tedeschi | Les gens normaux n'ont rien d'exceptionnel | Valérie Lemercier (1)   | Les Visiteurs                               | Juliette Binoche      | Trois Couleurs : Bleu               |
| 1995  | 20e cérémonie | Élodie Bouchez         | Les Roseaux sauvages                       | Virna Lisi              | La Reine Margot                             | Isabelle Adjani (4)   | La Reine Margot                     |
| 1996  | 21e cérémonie | Sandrine Kiberlain     | En avoir (ou pas)                          | Annie Girardot (1)      | Les Misérables                              | Isabelle Huppert (1)  | La Cérémonie                        |
| 1997  | 22e cérémonie | Laurence Côte          | Les Voleurs                                | Catherine Frot          | Un air de famille                           | Fanny Ardant          | Pédale douce                        |
| 1998  | 23e cérémonie | Emma de Caunes         | Un frère                                   | Agnès Jaoui             | On connaît la chanson                       | Ariane Ascaride       | Marius et Jeannette                 |
| 1999  | 24e cérémonie | Natacha Régnier        | La Vie rêvée des anges                     | Dominique Blanc (3)     | Ceux qui m'aiment prendront le train        | Élodie Bouchez        | La Vie rêvée des anges              |
| 2000  | 25e cérémonie | Audrey Tautou          | Vénus Beauté (Institut)                    | Charlotte Gainsbourg    | La Bûche                                    | Karin Viard           | Haut les cœurs !                    |
| 2001  | 26e cérémonie | Sylvie Testud          | Les Blessures assassines                   | Anne Alvaro (1)         | Le Goût des autres                          | Dominique Blanc       | Stand-by                            |
| 2002  | 27e cérémonie | Rachida Brakni         | Chaos                                      | Annie Girardot (2)      | La Pianiste                                 | Emmanuelle Devos      | Sur mes lèvres                      |
| 2003  | 28e cérémonie | Cécile de France       | L'Auberge espagnole                        | Karin Viard (1)         | Embrassez qui vous voudrez                  | Isabelle Carré        | Se souvenir des belles choses       |
| 2004  | 29e cérémonie | Julie Depardieu        | La Petite Lili                             | Julie Depardieu (1)     | La Petite Lili                              | Sylvie Testud         | Stupeur et Tremblements             |
| 2005  | 30e cérémonie | Sara Forestier         | L'Esquive                                  | Marion Cotillard        | Un long dimanche de fiançailles             | Yolande Moreau (1)    | Quand la mer monte...               |
| 2006  | 31e cérémonie | Linh-Dan Pham          | De battre mon cœur s'est arrêté            | Cécile de France        | Les Poupées russes                          | Nathalie Baye (2)     | Le Petit Lieutenant                 |
| 2007  | 32e cérémonie | Mélanie Laurent        | Je vais bien, ne t'en fais pas             | Valérie Lemercier (2)   | Fauteuils d'orchestre                       | Marina Hands          | Lady Chatterley                     |
| 2008  | 33e cérémonie | Hafsia Herzi           | La Graine et le Mulet                      | Julie Depardieu (2)     | Un secret                                   | Marion Cotillard      | La Môme                             |
| 2009  | 34e cérémonie | Déborah François       | Le Premier Jour du reste de ta vie         | Elsa Zylberstein        | Il y a longtemps que je t'aime              | Yolande Moreau (2)    | Séraphine                           |
| 2010  | 35e cérémonie | Mélanie Thierry        | Le Dernier pour la route                   | Emmanuelle Devos        | À l'origine                                 | Isabelle Adjani (5)   | La Journée de la jupe               |
| 2011  | 36e cérémonie | Leïla Bekhti           | Tout ce qui brille                         | Anne Alvaro (2)         | Le Bruit des glaçons                        | Sara Forestier        | Le Nom des gens                     |
| 2012  | 37e cérémonie | Naidra Ayadi           | Polisse                                    | Carmen Maura            | Les Femmes du 6e étage                      | Bérénice Bejo         | The Artist                          |
| 2012  | 37e cérémonie | Clotilde Hesme         | Angèle et Tony                             | Carmen Maura            | Les Femmes du 6e étage                      | Bérénice Bejo         | The Artist                          |
| 2013  | 38e cérémonie | Izïa Higelin           | Mauvaise Fille                             | Valérie Benguigui       | Le Prénom                                   | Emmanuelle Riva       | Amour                               |
| 2014  | 39e cérémonie | Adèle Exarchopoulos    | La Vie d'Adèle : Chapitres 1 et 2          | Adèle Haenel            | Suzanne                                     | Sandrine Kiberlain    | 9 Mois ferme                        |
| 2015  | 40e cérémonie | Louane Emera           | La Famille Bélier                          | Kristen Stewart         | Sils Maria                                  | Adèle Haenel          | Les Combattants                     |
| 2016  | 41e cérémonie | Zita Hanrot            | Fatima                                     | Sidse Babett Knudsen    | L'Hermine                                   | Catherine Frot        | Marguerite                          |
| 2017  | 42e cérémonie | Oulaya Amamra          | Divines                                    | Déborah Lukumuena       | Divines                                     | Isabelle Huppert (2)  | Elle                                |
| 2018  | 43e cérémonie | Camélia Jordana        | Le Brio                                    | Sara Giraudeau          | Petit Paysan                                | Jeanne Balibar        | Barbara                             |
| 2019  | 44e cérémonie | Kenza Fortas           | Shéhérazade                                | Karin Viard (2)         | Les Chatouilles                             | Léa Drucker           | Jusqu'à la garde                    |
| 2020  | 45e cérémonie | Lyna Khoudri           | Papicha                                    | Fanny Ardant            | La Belle Époque                             | Anaïs Demoustier      | Alice et le Maire                   |
| 2021  | 46e cérémonie | Fathia Youssouf        | Mignonnes                                  | Émilie Dequenne         | Les choses qu'on dit, les choses qu'on fait | Laure Calamy          | Antoinette dans les Cévennes        |
| 2022  | 47e cérémonie | Anamaria Vartolomei    | L'Événement                                | Aïssatou Diallo Sagna   | La Fracture                                 | Valérie Lemercier     | Aline                               |
| 2023  | 48e cérémonie | Nadia Tereszkiewicz    | Les Amandiers                              | Noémie Merlant          | L'Innocent                                  | Virginie Efira        | Revoir Paris                        |
| 2024  | 49e cérémonie | Ella Rumpf             | Le Théorème de Marguerite                  | Adèle Exarchopoulos     | Je verrai toujours vos visages              | Sandra Hüller         | Anatomie d'une chute                |
| 2025  | 50e cérémonie | Maïwène Barthelemy     | Vingt Dieux                                | Nina Meurisse           | L'Histoire de Souleymane                    | Hafsia Herzi          | Borgo                               |

## Actrices récompensées plusieurs fois
| Actrice              | Révélation féminine                        | Second rôle féminin                                                                    | Premier rôle féminin | Nbr |
| -------------------- | ------------------------------------------ | -------------------------------------------------------------------------------------- | --- | --- |
| Isabelle Adjani      | -                                          | -                                                                                      | 5 Possession (1982) ; L'Été meurtrier (1984) ; Camille Claudel (1989) ; La Reine Margot (1995) ; La Journée de la jupe (2010) | 5   |
| Anne Alvaro          | -                                          | 2 Le Goût des autres (2001) ; Le Bruit des glaçons (2011)                              | - | 2   |
| Fanny Ardant         | -                                          | 1 La Belle Époque (2020)                                                               | 1 Pédale douce (1997) | 2   |
| Sabine Azéma         | -                                          | -                                                                                      | 2 Un dimanche à la campagne (1985) ; Mélo (1987)                                                                              | 2   |
| Nathalie Baye        | -                                          | 2 Sauve qui peut (la vie) (1981) ; Une étrange affaire (1982)                          | 2 La Balance (1983) ; Le Petit Lieutenant (2006)                                                                              | 4   |
| Dominique Blanc      | -                                          | 3 Milou en mai (1991) ; Indochine (1993) ; Ceux qui m'aiment prendront le train (1999) | 1 Stand-by (2001) | 4   |
| Sandrine Bonnaire    | 1 À nos amours (1984)                      | -                                                                                      | 1 Sans toit ni loi (1986) | 2   |
| Élodie Bouchez       | 1 Les Roseaux sauvages (1995)              | -                                                                                      | 1 La Vie rêvée des anges (1999)                                                                                               | 2   |
| Marion Cotillard     | -                                          | 1 Un long dimanche de fiançailles (2005)                                               | 1 La Môme (2008) | 2   |
| Cécile de France     | 1 L'Auberge espagnole (2003)               | 1 Les Poupées russes (2006)                                                            | - | 2   |
| Catherine Deneuve    | -                                          | -                                                                                      | 2 Le Dernier Métro (1981) ; Indochine (1983)                                                                                  | 2   |
| Julie Depardieu      | 1 La Petite Lili (2004)                    | 2 La Petite Lili (2004) ; Un secret (2008)                                             | - | 3   |
| Emmanuelle Devos     | -                                          | 1 À l'origine (2010)                                                                   | 1 Sur mes lèvres (2002) | 2   |
| Adèle Exarchopoulos  | 1 La Vie d'Adèle : Chapitres 1 et 2 (2014) | 1 Je verrai toujours vos visages (2024)                                                | - | 2   |
| Suzanne Flon         | -                                          | 2 L'Été meurtrier (1984) ; La Vouivre (1990)                                           | - | 2   |
| Sara Forestier       | 1 L'Esquive (2005)                         | -                                                                                      | 1 Le Nom des gens (2011) | 2   |
| Catherine Frot       | -                                          | 1 Un air de famille (1997)                                                             | 1 Marguerite (2016) | 2   |
| Charlotte Gainsbourg | 1 L'Effrontée (1985)                       | 1 La Bûche (2000)                                                                      | - | 2   |
| Annie Girardot       | -                                          | 2 Les Misérables (1996) ; La Pianiste (2002)                                           | 1 Docteur Françoise Gailland (1977)                                                                                           | 3   |
| Adèle Haenel         | -                                          | 1 Suzanne (2014)                                                                       | 1 Les Combattants (2015) | 2   |
| Hafsia Herzi         | 1 La Graine et le Mulet (2008)             | -                                                                                      | 1 Borgo (2025) | 2   |
| Isabelle Huppert     | -                                          | -                                                                                      | 2 La Cérémonie (1996) ; Elle (2017)                                                                                           | 2   |
| Sandrine Kiberlain   | 1 En avoir (ou pas) (1996)                 | -                                                                                      | 1 9 Mois ferme (2014) | 2   |
| Valérie Lemercier    | -                                          | 2 Les Visiteurs (1994) ; Fauteuils d'orchestre (2007)                                  | 1 Aline (2022) | 3   |
| Yolande Moreau       | -                                          | -                                                                                      | 2 Quand la mer monte... (2005) ; Séraphine (2009)                                                                             | 2   |
| Marie-France Pisier  | -                                          | 2 Cousin, Cousine et Souvenirs d'en France (1976) ; Barocco (1977)                     | - | 2   |
| Romy Schneider       | -                                          | -                                                                                      | 2 L'important c'est d'aimer (1976) ; Une histoire simple (1979)                                                               | 2   |
| Sylvie Testud        | 1 Les Blessures assassines (2001)          | -                                                                                      | 1 Stupeur et Tremblements (2004)                                                                                              | 2   |
| Karin Viard          | -                                          | 2 Embrassez qui vous voudrez (2003) ; Les Chatouilles (2019)                           | 1 Haut les cœurs ! (2000) | 3   |

## Films avec plusieurs récompenses d'actrices
| Année | Cérémonie     | Film                                 | Révélation féminine  | Second rôle féminin | Premier rôle féminin | Nbr |
| ----- | ------------- | ------------------------------------ | -------------------- | ------------------- | -------------------- | --- |
| 1984  | 9e cérémonie  | L'Été meurtrier                      | -                    | Suzanne Flon        | Isabelle Adjani      | 2   |
| 1986  | 11e cérémonie | L'Effrontée                          | Charlotte Gainsbourg | Bernadette Lafont   | -                    | 2   |
| 1989  | 14e cérémonie | La vie est un long fleuve tranquille | Catherine Jacob      | Hélène Vincent      | -                    | 2   |
| 1993  | 18e cérémonie | Indochine                            | -                    | Dominique Blanc     | Catherine Deneuve    | 2   |
| 1995  | 20e cérémonie | La Reine Margot                      | -                    | Virna Lisi          | Isabelle Adjani      | 2   |
| 1999  | 24e cérémonie | La Vie rêvée des anges               | Natacha Régnier      | -                   | Élodie Bouchez       | 2   |
| 2004  | 29e cérémonie | La Petite Lili                       | Julie Depardieu      | Julie Depardieu     | -                    | 2   |
| 2017  | 42e cérémonie | Divines                              | Oulaya Amamra        | Déborah Lukumuena   | -                    | 2   |